# Geografia amministrativa
La geografia amministrativa costituisce il punto d'incontro fra la geografia e il diritto amministrativo; è quella branca che si occupa della legislazione amministrativa applicata ai luoghi fisici quali strade, linee telefoniche, urbanistica e in particolare i confini amministrativi comunali, provinciali, regionali o nazionali.